# Sint-Maartenkerk (Sint-Truiden)
De Sint-Maartenkerk is een grotendeels neoromaans kerkgebouw in het centrum van de Belgisch-Limburgse stad Sint-Truiden. De rooms-katholieke parochiekerk is toegewijd aan de 6e-eeuwse heilige bisschop Martinus van Tours.

## Geschiedenis
De eerste kerk, voorheen Heilig Grafkerk genoemd, is waarschijnlijk omstreeks 1083 gebouwd onder leiding van abt Adelardus II van de abdij van Sint-Truiden. De kerk werd voor het eerst vermeld in 1215 en was in die tijd afhankelijk van de Onze-Lieve-Vrouwekerk. Tot aan het eind van het ancien régime benoemden de abten van Sint-Trudo de pastoors van deze Heilig Grafkerk, vanaf 1706 werd de kerk pas gewijd aan Sint-Maarten. In 1221 wordt de kerk met de omliggende huizenblokken door brand verwoest. In dezelfde eeuw wordt de kerk heropgebouwd, evenwel zonder toren. Van de 11e- en 13e-eeuwse voorgangers van deze kerk is niets meer over. Ook van de nabijgelegen Sint-Kathalijnekerk is niets meer over. Deze bevond zich in de huidige stationsomgeving.
De vroegrenaissancistische kerktoren dateert uit het midden van de 16e eeuw. De aangebouwde neoromaanse kruisbasiliek werd in 1895 gebouwd naar een ontwerp van architect Edmond Serrure. De toren is al sinds 1936 beschermd; in 1997 werd ook de rest van het kerkgebouw beschermd. 

## Architectuur

### Exterieur
De Sint-Maartenkerk is een neoromaanse, driebeukige kruisbasiliek met een hoge, vierkante westtoren, een driebeukig schip van vijf traveeën, een transept van tweemaal één travee en een koor met een rechte travee en een halfronde apsis, geflankeerd door sacristieën. De apsis bezit een dwerggalerij. Het laatgotische hoofdportaal bevindt zich onder de toren; een tweede, zuidwestelijk ingangsportaal is neoromaans en heeft een gebeeldhouwd timpaan met een afbeelding van de Hemelvaart van Christus. Het gebouw is grotendeels opgetrokken van mergelsteen met gebruikmaking van kalksteen en zandsteen. De kerk wordt gedekt door leien zadel- en lessenaarsdaken.
De as van het schip staat schuin op die van de toren. De toren is grotendeels opgetrokken uit Limburgse mergel; de plint (met afzaat) is van een ander soort kalksteen. De toren heeft zeven geledingen. De renaissance-invloed spreekt duidelijk uit de sterke horizontale gevelindeling en een aantal ornamenten, hoewel andere elementen nog laatgotisch zijn, onder andere het portaal en de steunberen. Het portaal strekt zich uit over de eerste en tweede geleding van de toren en bestaat uit een gedrukte rondboogpoort in een spitsboogvormige omlijsting met profilering. In de derde torengeleding bevinden zich twee blinde rondboogvensters, waarvan de posten zijn uitgevoerd als Toscaanse zuiltjes. De vijfde geleding bestaat eigenlijk uit een fries van verdiepte, vierkante panelen, afgezet met zuiltjes. De zesde geleding vertoont aan elke zijde een vierkant paneel tussen twee blinde oculi. De bovenste geleding heeft aan elke zijde een rondboogvormig galmgat, geflankeerd door tweeledige colonnetten die een uitspringende waterlijst dragen. Doorboven bevindt zich een rondboogfries, een kroonlijst en ten slotte de drieledige, ingesnoerde torenspits, gedekt met leien.

### Interieur
De Sint-Maartenkerk is een langgerekte driebeukige basilica met korte transeptarmen en een vrij klein priesterkoor. Zowel het middenschip als de zijbeuken en het transept zijn gedekt met houten balkenplafonds. Het houten plafond is versierd met wapens van Sint-Truidense families uit de 17e eeuw, afkomstig uit de oude kerk. De apsis heeft een half koepelgewelf. De begane grond van de kerktoren wordt overkluisd met een stergewelf. De doorgang naar het schip wordt gevormd door een gotisch spitsboogportaal met sterk geprofileerde dagkanten en archivolten op hoge basementen. De zijbeuken worden gescheiden van de middenbeuk door rondboogarcaden op vierkante pijlers. Daarboven bevinden zich rondbogige bovenlichten. Het vrije donkere interieur is sober aangekleed.
De kerk bezit een belangrijke collectie laatgotische beelden, onder andere een gepolychromeerd houten beeld van de Verrezen Christus uit het tweede kwart van de 15e eeuw en een reeks gepolychromeerde houten beelden uit het begin van de 16e eeuw, onder andere een calvariegroep met Onze-Lieve-Vrouw en Johannes op een triomfbalk, een Christus-op-de-Koude-Steen, een Piëta, een ruiterbeeld van Sint-Maarten en nog een beeld van Sint-Maarten. Verder bezit de kerk enkele beelden uit de barokperiode, onder andere van Christus in het graf, Sint-Rochus, Sint-Eucherius en Sint-Trudo. Van het kerkmeubilair kunnen genoemd worden twee neogotische biechtstoelen en een arduinen wijwatervat uit de 18e eeuw.

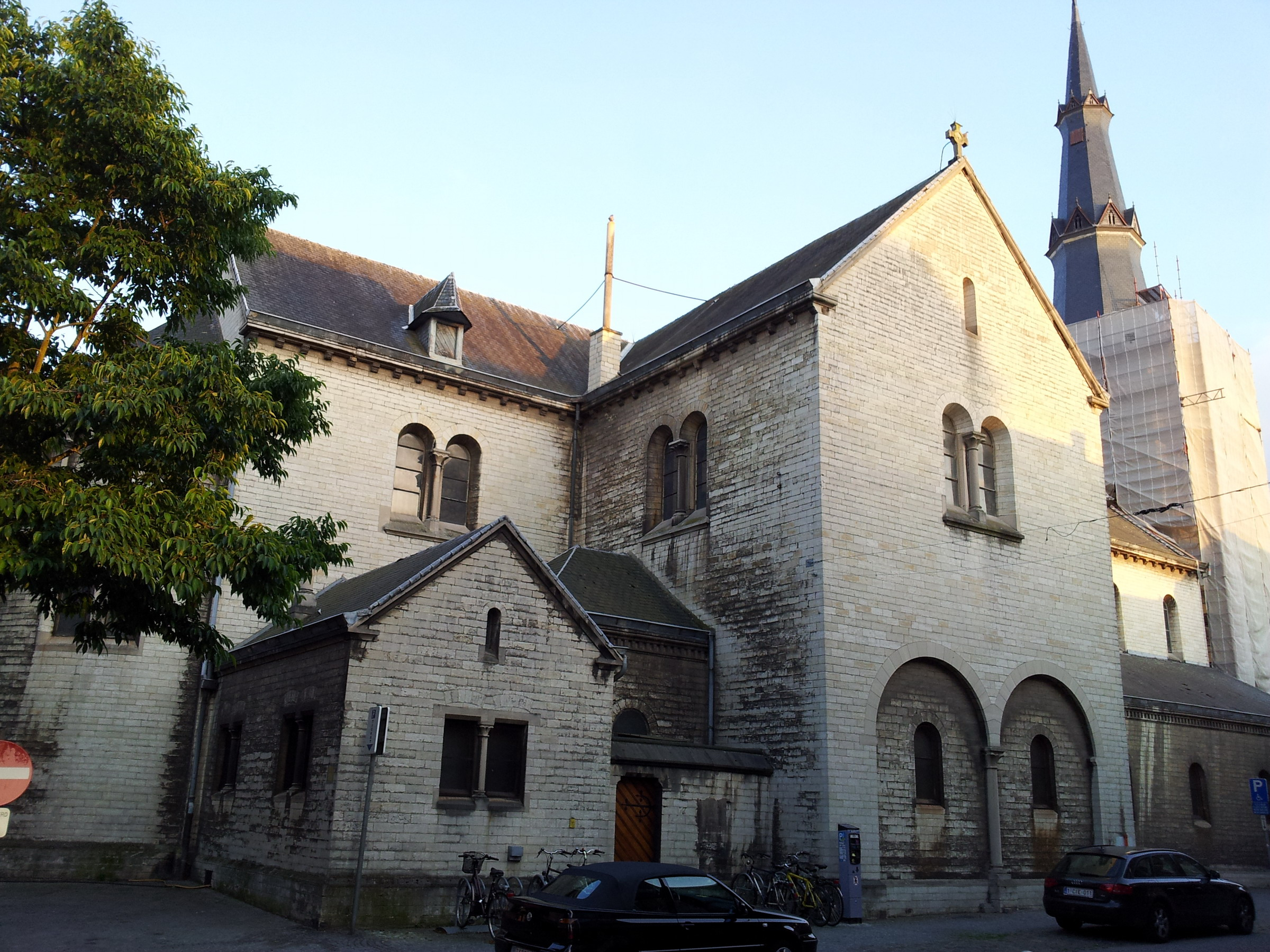
Kerk vanuit het oosten
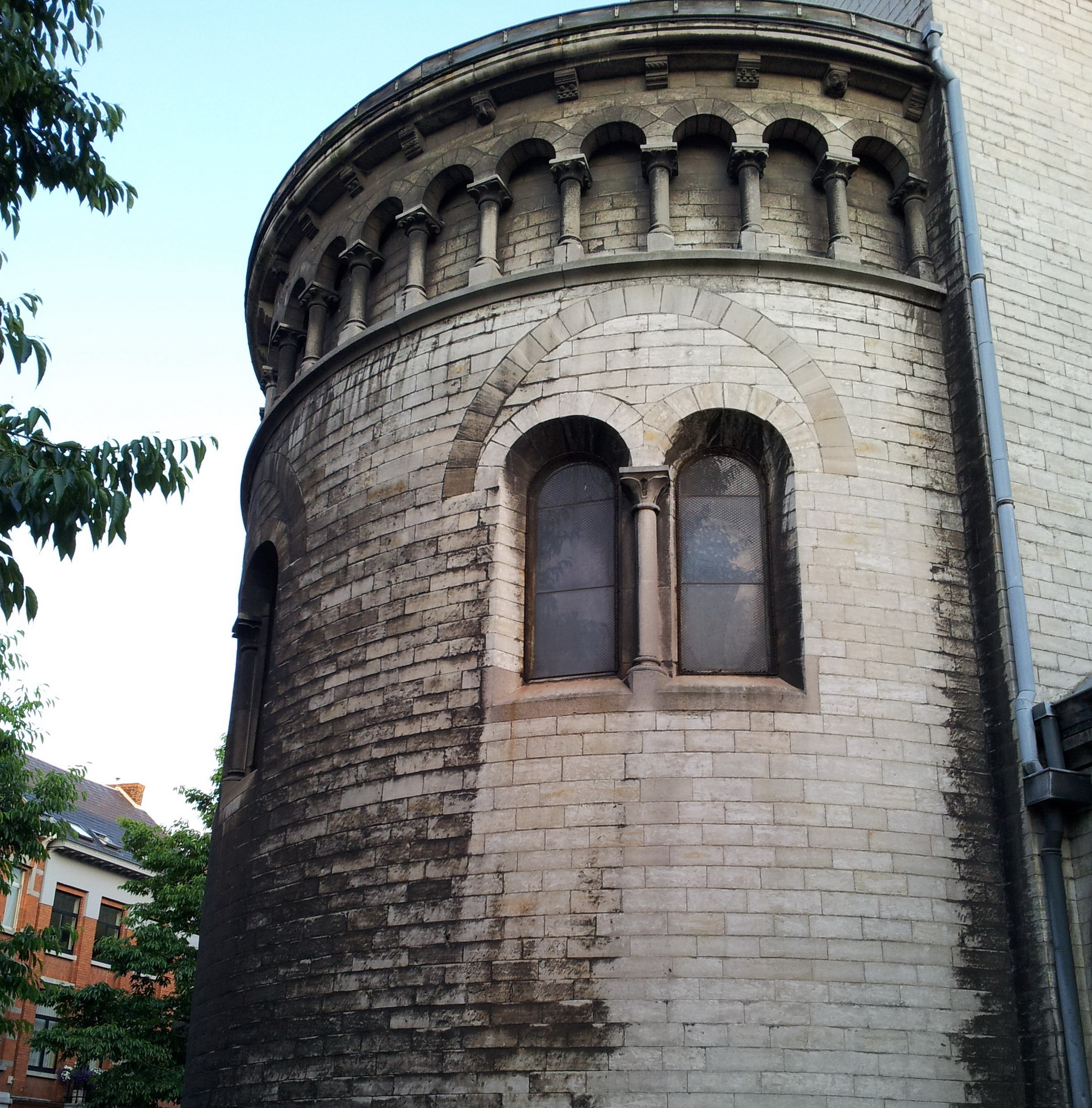
Apsis met dwerggalerij